# Nomada cherkesiana
Nomada cherkesiana är en biart som beskrevs av Mavromoustakis 1955. Nomada cherkesiana ingår i släktet gökbin, och familjen långtungebin. Inga underarter finns listade i Catalogue of Life.